# Вымпел (спецподразделение)
Управле́ние «В» Це́нтра специа́льного назначе́ния Федера́льной слу́жбы безопа́сности Росси́йской Федера́ции (Управле́ние «В» ЦСН ФСБ Росси́и) или Гру́ппа «Вымпел» (до 26 октября 1991 года — группа специального назначения «Вымпел» Управления «С» Первого главного управления КГБ СССР) — специальное подразделение Центра специального назначения Федеральной службы безопасности Российской Федерации.
Группа «Вымпел» была создана 19 августа 1981 года в составе управления «С» Первого главного управления (ПГУ) и была предназначена для проведения специальных операций за пределами СССР.
В настоящее время основным направлением работы Управления «В» является проведение контртеррористических операций на стратегических объектах и предприятиях повышенной экологической опасности, пресечение террористических акций в отношении российских граждан и учреждений за рубежом, участие в мероприятиях по защите конституционного строя Российской Федерации, борьба с проявлениями международного терроризма. Современное название группы «Вымпел» — Управление «В» ЦСН ФСБ России. Большая часть информации о деятельности группы «Вымпел» до сих пор остаётся засекреченной.
Отряды «Альфа» и «Вымпел» занимаются вопросами обеспечения безопасности страны.

## История

### Образование
В декабре 1979 года произошла операция по свержению правительства Хафизуллы Амина в Афганистане, в ходе которой был взят штурмом дворец Тадж-Бек. В операции участвовали ряд спецподразделений КГБ СССР — нештатные группы «Зенит» и «Гром»  — подразделения спецназа ГРУ ГШ («мусульманского батальона»). Незадолго до всей операции в Афганистан прибыл начальник Управления «С» ПГУ КГБ СССР генерал-майор Юрий Иванович Дроздов, который оценил обстановку перед штурмом и сам принял участие в операции.
31 декабря 1979 года Дроздов, докладывая председателю КГБ Ю. В. Андропову о проведённой операции, предложил подумать о формировании специального кадрового подразделения в системе КГБ для развития полученного опыта. К данному вопросу вернулись уже в начале 1980 года. Год ушёл на обсуждения-согласования и подготовку приказа о создании группы.
25 июля 1981 года вышло закрытое постановление ЦК КПСС и Совета министров о создании подразделения, а 19 августа 1981 года был подписан приказ о создании Группы специального назначения КГБ СССР «Вымпел» для проведения операций за пределами страны в особый (угрожаемый) период. Приказы о проведении операций мог отдать только председатель КГБ СССР и в письменном виде.

### Подготовка бойцов
Первым командиром подразделения стал участник штурма дворца Амина, Герой Советского Союза капитан 1-го ранга Э. Г. Козлов из морских пограничных частей КГБ. Своё название группа получила по ассоциации с адмиральским брейд-вымпелом на мачте. Официально же она была известна как Отдельный учебный центр (ОУЦ) КГБ СССР. Огромный вклад в создание спецподразделения внёс полковник внешней разведки КГБ СССР Е. А. Савинцев, который был заместителем командира отряда.
Основу «Вымпела» составили сотрудники территориальных органов госбезопасности, особых отделов КГБ и погранвойск, прошедшие специальную подготовку на курсах усовершенствования офицерского состава (КУОС), получившие боевой опыт в Афганистане.
Среди личного состава «Вымпела», по словам Юрия Дроздова, проходили службу представители 32 национальностей, среди которых были и разведчики-нелегалы — поскольку те успешно работали под своими легендами, то попавшие из них в «Вымпел» к тому моменту прошли службу в вооружённых силах некоторых стран НАТО (некоторые из бойцов даже прослужили в формированиях специального назначения).
Учебно-тренировочную базу подразделение получило в Балашихе, в «старом городке», где готовились кадры ещё для войны в Испании, диверсанты из группы П. А. Судоплатова и И. Г. Старинова, в том числе и легендарный Николай Кузнецов.
К кандидатам предъявлялись сверхвысокие требования по физической и психологической подготовке. Психологические испытания включали в себя прохождение целого комплекса интеллектуальных и личностных тестов: миннесотского опросника, опросника Кеттела, тестов Роршаха, ТАТ, методики Леонгарда, Рейвена, Векслера и других — тысячи вопросов, задач, головоломок, а также проверку на полиграфе японского производства. Подготовка велась самая разносторонняя. Включала она и общефизический тренинг, и рукопашный бой, занятия по вождению любого вида автотранспорта. Параллельно они осваивали приёмы стрельбы из всех видов пистолетов, автоматов, гранатомётов, пулемётов, специального оружия, причём как отечественного, так и зарубежного производства, учились водолазному, альпинистскому, медицинскому и взрывному делу, проходили воздушно-десантную подготовку, обучение обращению со всевозможными радиостанциями. Ежедневно занимались разведывательно-аналитической и контрразведывательной работой.
Помимо этого, сотрудники «Вымпела» сами участвовали в разработке оружия, снаряжения, давали тактические задания исполнителям, которые делали по их заказам специальные изделия на уровне мировых стандартов. И в Туле, и в некоторых других местах создавали прекрасные образцы вооружения, специального снаряжения для штурмовых мероприятий.
Первый состав «Вымпела» в общей сложности насчитывал от 100 до 200 человек. С каждым из них по индивидуальной программе подготовки работали лучшие специалисты, причем не только из СССР. Был проанализирован и обобщён богатейший опыт диверсионной разведывательной деятельности на территории страны во время Великой Отечественной войны и предшествующих войн, опыт боевой подготовки в военных, армейских подразделениях специального назначения, в том числе и иностранных.
Поскольку личный состав должен был быть готовым к действиям в любых климатических условиях, в любых регионах мира, выполнялись совершенно разнообразные по профилю и содержанию задачи. В процессе боевой подготовки спецназовцы одновременно обучались и специальности, и способности сколачивать группы. Количество и подбор специалистов в группах, а также виды вооружений, техники, экипировки варьировались в зависимости от конкретной боевой задачи.
По словам Дроздова Ю. И., обучение одного бойца «Вымпела» стоило 100 000 рублей в год. На подготовку уходило до пяти лет.
В августе 2003 года во время проведения оперативно-тактических учений ЦСН и управления авиации ФСБ России группа сотрудников спецназа совершила восхождение на Эльбрус.

### Задачи подразделения
Задачами отряда были дезорганизация тыла противника, диверсии, нелегальная разведка, создание агентурных сетей, освобождение, захват и доставка лиц, обладающих ценной информацией (в том числе и на территории других государств), уничтожение людей, представляющих угрозу государству, осуществление государственных переворотов за рубежом, радиационная разведка местности.
«Уникальность группы „Вымпел“ в том, что она должна была самостоятельно заниматься сбором и анализом информации, подготовкой, реализацией и локализацией операций. Потому что было нужно выполнить операцию таким образом, чтобы никто не понял, кто здесь был, что произошло и куда все исчезли после проведения этой операции» — Президент «Ассоциации Группы „Вымпел“» Валерий Попов

### 1982—1991 годы
В 1982 году в Афганистане начал оперативно-боевую работу отряд «Каскад-4», который являлся подразделением «Вымпела». На базе «Вымпела» был укомплектован отряд «Омега» (в составе 9 групп). В их задачи входила, в основном, советническая деятельность в спецподразделениях министерства безопасности Афганистана. 9-ю группу готовили для проведения специальной операции по освобождению советских военнослужащих, находящихся в плену у моджахедов. Через несколько месяцев «Омега» сменила в Афганистане «Каскад-4». Штаб отряда и 9-я группа были размещены на вилле представительства КГБ в Кабуле. Остальные группы находились в различных провинциях страны. Начальник группы Эвальд Козлов со знанием дела осуществлял руководство подразделениями «Вымпела», воевавшими в Афганистане. Он неоднократно лично выезжал в команды спецподразделений, оказывая неоценимую помощь деловыми советами сотрудникам и командирам всех звеньев. При его поддержке уже после завершения «каскадной» кампании ещё 94 сотрудника подразделения вплоть до 1987 года помогли ХАДу в Афганистане (из них 23 советника), и 71 «вымпеловец». В ходе боевых действий погибли шесть офицеров «Каскада»
В 1984 году по личной просьбе президента Мозамбика группа сотрудников «Вымпела» была направлена в эту страну в качестве «советников по борьбе с бандитизмом и инструкторов для обучения оперативно-боевых отрядов».
В 1984—1985 годах на территории Белоруссии состоялись первые учения с участием «Вымпела» под названием «Неман». Выполняя роль заброшенной группы разведчиков-диверсантов, офицеры группы «вывели из строя» крупный железнодорожный узел, «ликвидировали» нефтеперегонный комбинат, заложив на нём более 20 мин, одну из них «прилепили» даже на двери караульного помещения военизированной охраны предприятия. После этого провели успешные «диверсии» на Ярославском заводе синтетического каучука и Армянской АЭС.
Учения по проверке работы системы КГБ и МВД Магаданской области, в условиях проникновения диверсионной группы с Аляски.
В 1988 году были проведены широкомасштабные учения в Свердловской области на Белоярской АЭС имени И. В. Курчатова (поселок Заречный) с привлечением сотрудников «Вымпела».
Учения на Аграханском полуострове в Дагестане. За двое суток сотрудники «Вымпела» пешком преодолели около ста километров пустыни и выполнили поставленную задачу — вышли к кораблю, в котором томились «заложники» и освободили их.
Сотрудники «Вымпела» действовали в различных горячих точках мира — на Кубе, во Вьетнаме, Мозамбике, Анголе, Никарагуа, Лаосе, Ливане, Египте, Сирии, Иордании и ряде других стран и регионов. На территории нескольких стран были оборудованы тайники с хранящимся там специальным снаряжением для разведывательно-диверсионной деятельности.
За годы своего существования подразделение превратилось в одно из мощнейших в мире. Оно находилось в постоянной боевой готовности, непрерывно действуя своими группами то в Афганистане, то на театрах оперативно-тактических учений внутри страны и за рубежом.

### После распада СССР
После событий августа 1991 года «Вымпел» передали в Межреспубликанскую службу безопасности, затем в Агентство федеральной безопасности.
После распада СССР перспектив для достойного применения группы «Вымпел» не было. Все понимали, что работа за рубежом принимает все более призрачные очертания, в то время как держать элитное подразделение без дела просто нерентабельно. Войны в Нагорном Карабахе, Грузии и других республиках Союза подтолкнули руководство КГБ к принятию решения об использовании «Вымпела» внутри страны.
24 января 1992 года по Указу Президента РФ о создании Министерства безопасности «Вымпел» вошёл в его состав на правах самостоятельного управления. Вскоре группа была передана в Главное управление охраны (ГУО) РФ. Изменились задачи и характер тренировок. Теперь главной задачей стала защита стратегически важных и экологически опасных объектов от террористических и диверсионных действий, борьба с терроризмом, наркобизнесом, вооружёнными преступниками из мафиозных группировок. В Балашихе были сооружены макеты энергоблоков всех российских АЭС в натуральную величину. Проходили учения на Курской, Белоярской, Калининской и других атомных электростанциях.
Во время учений на Калининской АЭС летом 1992 года бойцы группы «Вымпел» прыгали с мотодельтапланов на крышу машинного зала реактора. Уникальность этой операции заключалась в том, что надо было пролететь на парашюте мимо проводов под напряжением до полутора мегавольт. Группа прошла через все заслоны и через семь секунд после высадки освободила пульт управления от условных «террористов». Тем же летом в Мурманске во время учений Атом-97 «брали» атомный ледокол «Сибирь». Подхода аквалангистов к кораблю не заметили даже руководители группы захвата. Средь бела дня водолазы внезапно поднялись на борт из воды с помощью специальных приспособлений и мгновенно сняли наружную охрану. Вслед за этим на палубу прыгнули десантники, хотя скорость ветра достигала 15 м/с. «Террористов» нейтрализовали за 5 секунд.
В 1993 году сотрудники «Вымпела» предотвратили попытку вывоза радиоактивных материалов из-под Екатеринбурга.
В октябре 1993 года руководство «Вымпела» отказалось выполнять приказ Президента Б. Ельцина о штурме «Белого дома», где заседал Верховный Совет России. Совместно с «Альфой» «Вымпел» взял на себя функцию вывода депутатов Верховного Совета из здания Белого дома. По словам полковника ФСБ Валерия Киселёва, спецподразделение обещало Ельцину разработать операцию и «решить проблему» за 40 минут, но только в случае получения письменного приказа, который так и не был отдан. Киселёв утверждал, что Ельцин понимал настроение бойцов, однако не простил им неповиновения и в итоге принял решение расформировать отряд.

### ООСН «Вега»
Указом президента РФ от 25 января 1994 года о расформировании Министерства безопасности России подразделение «Вымпел» было выведено из службы безопасности президента и переподчинено Министерству внутренних дел РФ под наименованием «Вега». Структурно подразделение «Вега» вошло в ГУОП МВД РФ. По одним данным, всего 49 человек из 660 согласились перейти в подчинение МВД; по другим данным, приводимым генералом Владимиром Козловым, из 278 офицеров «Вымпела» только 57 человек перешли в милицейское ведомство. По словам командира отряда, генерал-майора В. А. Круглова, личный состав «Веги» и после расформирования «Вымпела» продолжал называть себя «вымпеловцами»
На учебной базе «Веги» готовили сотрудников СОБРа и ОМОНа. Бывшие «вымпеловцы» учили их минно-подрывному делу, действиям в городе, в здании, отрабатывали тактику действий по захвату бандитов и многому другому. Первая группа слушателей состояла из начальников и заместителей начальников СОБРов со всей территории России. Из-за нехватки специалистов многим «вымпеловцам» приходилось преподавать по нескольку дисциплин. Постепенно были укомплектованы боевые отделы, при этом людей набирали буквально отовсюду. В подготовке уделялось больше внимания силовой подготовке, а спецдисциплины либо отодвинулись на второй план, либо вообще не изучались в связи со сменой направления деятельности.
Сотрудники «Веги» участвовали в операции в Будённовске, где им пришлось в сложнейшей обстановке выполнять поставленную задачу по освобождению заложников чтобы избежать их ликвидации (добились частичного успеха). Отряд под руководством генерал-майора В. А. Круглова с честью выполнял боевые задачи в Первомайском, по локализации актов терроризма в Минеральных Водах и других местах.
28 августа 1995 года указом президента отряд «Вега» был передан из ГУОП МВД РФ в УСО ФСБ. 8 сентября 1998 года по инициативе директора ФСБ России В. В. Путина указом Президента России «Вега» была упразднена. Подразделению возвратили прежнее имя — «Вымпел» стал Управлением «В» Антитеррористического центра ФСБ России, позже — Управлением «В» Центра специального назначения ФСБ России.

### Управление «В» ЦСН ФСБ
Текущая форма спецподразделения «Вымпел» — это управление «В» Центра специального назначения (ЦСН ФСБ). В настоящее время основную часть состава группы «Вымпел», по словам её бывшего начальника Анатолия Исайкина, составляют люди из контрразведки, которые ранее занимались и разведкой. Все они прекрасно подготовлены, но у каждого есть специализация. В среднем подготовка бойца антитеррористической группы занимает пять лет.
В настоящее время основным направлением работы Управления «В» ЦСН ФСБ России является проведение контртеррористических операций на стратегических объектах и предприятиях повышенной экологической опасности, а также проведение специальных операций на территории Северного Кавказа и на Украине в составе оперативно-боевых групп Центра специального назначения ФСБ России.

### Вторжение в Украину
С 2022 года подразделения «Вымпел» и «Альфа» участвуют в российском вторжении на Украину.
По информации издания «Новая газета Европа», в 2024 году подразделения «Вымпел» и «Альфа» участвуют в боях с украинскими войсками в Курской области РФ.

## Известные спецоперации
- Освобождение советских дипломатов посольства СССР в Бейруте, взятых в заложники 30 сентября 1985 года группой боевиков Гиены из организации Хезболла[17].
- 6 декабря 1992 — Москва, задержание итальянских фальшивомонетчиков[18]. В конце 1992 года подразделение было задействовано для задержания в Москве итальянских фальшивомонетчиков, приехавших в страну для нелегального сбыта миллиона фальшивых долларов. Группа захвата до последнего момента не имела точной информации о количестве преступников и об их вооружении. Было принято решение не дать задерживаемым войти в гостиницу, поэтому их арестовали прямо при выходе из автомобиля. Произошёл только один выстрел: при обыске случайно сработал спусковой механизм пистолета. В результате офицер «Вымпела» получил пулевое ранение[2].
- События сентября — октября 1993 года в Москве. Отрядам специального назначения «Альфа» и «Вымпел» было приказано взять Белый дом штурмом. Командиры обеих групп перед тем, как выполнить приказ, попытались договориться с руководителями Верховного Совета о мирной сдаче. «Альфа», пообещав защитникам Дома безопасность выхода под личные гарантии, сумела к 17:00 уговорить их сдаться[11]. Президент Борис Ельцин не простил спецподразделению «Вымпел» отказ принимать участие в штурме Белого дома, и впоследствии указом президента РФ от 25 января 1994 года подразделение было передано из Министерства безопасности в состав МВД[4].
- Оборона общежития при штурме Грозного чеченскими боевиками в августе 1996 года. На рассвете 6 августа 1996 года боевики начали операцию «Джихад». В момент начала штурма города в общежитии ФСБ находилось 90 сотрудников. 9 из них были бойцами «Вымпела» под командованием майора Сергея Ромашина. Остальные бойцы «Вымпела» сопровождали правительственную комиссию, приехавшую к моменту возобновления военных действий. Сотрудники ФСБ располагались в Грозном в двух зданиях — Управлении ФСБ и общежитии. Если здание УФСБ представляло собой настоящую крепость, прекрасно подготовленную к осаде, то общежитие располагалось в обычном пятиэтажном здании. 7 августа в 18:00 к зданию общежития подошёл полевой командир Руслан Гелаев. Он предложил спецназовцам сдаться, гарантировал им жизнь, убеждал в том, что положение у осаждённых безвыходное. Получив категорический отказ, боевики открыли ураганный огонь по общежитию. В первые минуты штурма майор Ромашин поднялся на крышу со снайперской винтовкой, отдав бойцам необходимые распоряжения. Через 30 минут боя он получил проникающее ранение в лёгкое. Бойцы перенесли его вниз, но и будучи раненным, он продолжил командовать подразделением. На следующий день связь с Управлением была утрачена. В связи с нехваткой боеприпасов и частичным обрушением здания было принято решение прорываться 3 группами к зданию УФСБ. Первая группа покинула общежитие в два часа ночи. Всё внимание боевиков было сосредоточено в тот момент на стоящем неподалёку Доме Правительства, что позволило группе добраться до здания Управления незамеченной. Во второй группе должны были идти раненые, в её состав вошёл и майор Ромашин. Но к встрече этой группы боевики были уже готовы — на открытой местности она попала под перекрёстный пулемётный огонь в упор. Шансы уцелеть были близки к нулю. Прорваться удалось немногим. Тяжелораненый майор Ромашин в этом бою пробрался к подвалу одного из домов, вёл огонь из автомата, потом бросал гранаты, отстреливался из пистолета, оставив последний патрон для себя. Он был удостоен звания Героя Российской Федерации посмертно. К утру в горящем здании общежития осталось 14 человек — восемь бойцов «Вымпела», пять оперативников и один водитель. Начавшийся дождь в ночь с 10 на 11 августа и плохая видимость дала возможность уцелевшим сотрудникам пойти на прорыв. Два бойца (оперативный сотрудник и боец «Вымпела») в темноте потеряли основную группу, но им удалось по траншее добраться до здания УФСБ и предупредить своих, что не все в общежитии мертвы, а те, кто выжил, идут на прорыв. Остальные двенадцать человек добрались до небольшого здания, стоящего на нейтральной полосе между Домом Правительства и позициями боевиков. На помощь товарищам поспешили бойцы из здания УФСБ. Трое из них погибли. Все участники этого прорыва остались в живых[19].
- Август 1999 года. Управление «В» ЦСН ФСБ РФ выполняло служебно-боевые задачи по отражению нападения бандформирований в Новолакском районе Дагестана[8].
- Март 2000 года. В селе Новогрозненское сводной группой совместно с Региональными службами специального назначения УФСБ Краснодарского края и Хабаровского края успешно проведена операция по задержанию Салмана Радуева[8].
- 23—26 октября 2002 года — Москва, террористический акт на Дубровке. Сотрудники «Вымпела» принимают участие в штурме и освобождении заложников, захваченных чеченскими террористами в здании Театрального центра на улице Мельникова в Москве[20].
- 1—3 сентября 2004 года — Беслан, Северная Осетия. Террористический акт в Беслане. Группа «Вымпел» участвует в освобождении учеников школы № 1 города Беслан и их родителей, захваченных в заложники террористами. За проявленные мужество и героизм подполковникам Олегу Ильину, Дмитрию Разумовскому, а также лейтенанту Андрею Туркину, офицерам Управления «В» ЦСН ФСБ России, было посмертно присвоено звание Героя России[8][21].
- 11 февраля 2005 года — Назрань, Ингушетия. Ликвидация террориста Михаила Курскиева, приближённого Аслана Масхадова и участника нападения на Назрань в июне 2004 года[22]. В результате операции, прошедшей в одном из домов, погиб старший лейтенант А. В. Боев, который сумел уничтожить террориста и посмертно был награждён орденом Мужества. Из-за взрыва газового котла и последующего пожара оперативникам пришлось уничтожить дом с помощью тяжёлой техники[23][24].
- Март 2005 года — Толстой-Юрт, Грозненский район, Чечня. Сотрудниками ЦСН ФСБ в ходе проведения специальной операции уничтожен лидер чеченских сепаратистов Аслан Масхадов[8].
- 15 апреля 2005 года — Грозный. При выполнении специальной операции, исполняя свой долг, погибли трое сотрудников подразделения ФСБ «Вымпел» — старший оперуполномоченный подполковник Д. Г. Медведев, старший оперуполномоченный майор М. Ю. Козлов и старший оперуполномоченный майор И. Л. Мареев[25].
- 17 сентября 2008 года — Сулейман-Стальский район, Дагестан. Ликвидация банды Закира Новрузова численностью 11 человек, готовившей захват школы в городе Дербент. В ходе операции погиб подполковник ФСБ В. И. Сахнов[26].
- Согласно заявлениям газеты Der Spiegel и расследования изданий Bellingcat и The Insider в феврале 2020 года, убийство Зелимхана Хангошвили в Берлине в августе 2019 года было организовано спецподразделением ФСБ «Вымпел»: в частности, журналисты утверждали, что Центр специального назначения ФСБ подготовил киллера-рецидивиста Вадима Красикова для этого убийства[27][28][29].

## Отбор
В Центр специального назначения ФСБ, структурными единицами которого являются спецподразделения «Вымпел» и «Альфа», принимаются офицеры и прапорщики, а также курсанты военных училищ в качестве кандидатов на офицерские должности, доля которых составляет 97 % (около 3 % отдаётся прапорщикам, которые служат водителями и инструкторами). Каждый из кандидатов должен предоставить рекомендацию действующего или бывшего сотрудника «Альфы» или «Вымпела». В то же время ЦСН самостоятельно ищет наиболее перспективных молодых людей из числа курсантов вузов Министерства обороны для изучения личных дел и проведения собеседований с наиболее подходящими из этих людей для службы в спецназе.
В отряды «Вымпел» и «Альфа» принимаются бойцы не старше 28 лет и ростом не ниже 175 см, хотя при наличии боевого опыта или иных ценных качеств для кандидата могут сделать исключение. Тестирование кандидатов проходит в течение одного дня: они выполняют группу физических упражнений подряд в динамике с минимальными перерывами. Процедура приёма абсолютно одинакова, хотя нормативы для попадания в ряды «Вымпела» лишь ненамного ниже, чем нормативы для «Альфы». После цикла упражнений кандидат проводит учебный бой с инструктором в течение трёх раундов: бой ведётся в перчатках, шлеме и защитных накладках. Инструктор должен проверить боевые и личностные качества кандидата, а сам кандидат должен показать активность на ринге: чем более активно он будет вести бой, тем выше оценит его инструктор, несмотря на явные промахи в технике.
Далее кандидат проходит детальное медицинское обследование, чтобы они определили его возможность переносить громадные физические нагрузки во время обучения и выполнения боевых заданий. Также проходит спецпроверка кандидата и его близких на благонадёжность и наличие сомнительных связей. После этого психолог проводит собеседование с кандидатом, изучая его личность и составляя характеристику (темперамент, интересы и пристрастия, моральные установки, реакции на раздражители). Обязательно проводится тест на детекторе лжи: особое внимание уделяется возможным связям с криминалом, вредным привычкам и дурным чертам характера. Кандидаты получают баллы по итогам испытаний.
Приём может завершиться только после беседы с родителями и женой новобранца, которым объясняют особенности службы и напоминают о повышенном риске для жизни. Если они дают согласие, то только после этого спецназовец зачисляется в ряды спецподразделения ЦСН ФСБ, приступая затем к обучению, которое длится три года.

## Командиры
- Козлов Эвальд Григорьевич (1981—1985)[31];
- Хмелев Владимир Александрович (1985—1991)[31];
- Бесков Борис Петрович (1991—1992)[31];
- Герасимов Дмитрий Михайлович (1992—1994)[31][32];
- Круглов Валерий Александрович (1994—1996)[31] — Группа «Вега» МВД России;
- Проничев Владимир Егорович (февраль — июнь 1996);
- Тихонов Александр Евгеньевич (июнь — октябрь 1996);
- Уколов Сергей Вениаминович (1996—2003).

## Структура
По состоянию на 2001 год «Вымпел» имел 12 региональных управлений (помимо центрального в Москве). На период середины 2000-х в составе Управлении «В» были четыре оперативно-боевых отдела. Каждый отдел состоит из отделений. Один из отделов — учебный. Внутри Управления «В» штатные отделы имеют свою специализацию, связанную со способом проникновения на объект или в тыл противника. Существуют отделы парашютистов, боевых пловцов, горно-стрелковый отдел. Также в каждом из управлений есть штатные подразделения снайперов.

## Герои Российской Федерации
Сотрудники Управления «В», удостоенные высшей награды России — звания Героя Российской Федерации:
1. полковник Баландин Алексей Васильевич (посмертно)[35];
2. полковник, затем генерал-майор Бондаренко Александр Евгеньевич;
3. полковник Бочаров Вячеслав Алексеевич[36];
4. майор Дудкин Виктор Евгеньевич (посмертно)[21][37];
5. подполковник Ильин Олег Геннадьевич (посмертно)[21][38];
6. подполковник Медведев Дмитрий Геннадьевич (посмертно)[35][39];
7. подполковник Мясников Михаил Анатольевич (посмертно)[35][40];
8. подполковник Разумовский Дмитрий Александрович (посмертно)[21][38];
9. майор Ромашин Сергей Викторович (посмертно)[21][38];
10. лейтенант Туркин Андрей Алексеевич (посмертно)[21][38];
11. полковник Шаврин Сергей Иванович[38];
12. подполковник Копейкин Антон Геннадьевич (посмертно)[41];
13. полковник Копылов, Александр Мстиславович[42].
14. полковник Романов, Алексей Викторович

## Скандалы

### Разбойное нападение на банк «Металлург»
В июне 2019 года несколько сотрудников ФСБ участвовали в разбойном нападении на банк «Металлург», где у предпринимателя Александра Юмаранова были изъяты 136 миллионов рублей, которые он получил по расписке в долг. В нападении участвовали сотрудники спецподразделений «Альфа» и «Вымпел», а также управления «К» ФСБ России (всего 7 человек). 24 января 2022 года всех семерых подсудимых признали виновными и приговорили к разным тюремным срокам: в частности, сотрудник «Вымпела» Дмитрий Капышкин был приговорён к 8 годам лишения свободы. Он и другие подсудимые признали свою вину, заявив, что на преступление пошли исключительно из-за бедственного материального положения. Осуждённых также обязали выплатить компенсацию потерпевшему в размере 81 млн. рублей.

### Дело генерала Подольского
Генерал-майор ФСБ, бывший начальник управления «В» («Вымпел») Центра специального назначения ФСБ Владимир Подольский, занимавший пост генерального директора ФГУП «Ведомственная охрана объектов промышленности России» (ВООП), вместе с его же исполнительным директором полковником Андреем Польщиковым оказались на скамье подсудимых по обвинению в мошенничестве. Им выдвигалось обвинение по двум эпизодам. В 2012—2016 годах Подольский и Польщиков, по версии следствия, занимались хищением бюджетных средств ФГУП: генерал, вступив в сговор с бывшим советником главы Минпромторга полковником Сергеем Горбуновом и его сестрой, оформил на должность советника руководителя предприятия их общего знакомого Владимира Белого, а выплаченную ему зарплату за 2012—2013 годы в размере более 3,3 млн. рублей, поделили между собой. В декабре 2017 года генерал был приговорён к штрафу в размере 140 тысяч рублей, а по решению суда с фигурантов расследования был взыскан ущерб. Второй эпизод сводился к тому, что Подольский оформил фиктивное трудоустройство жены Польщикова Ларисы (прапорщика запаса) и сына Максима на должности помощников гендиректора Подольского. Подольский и Польщиков-старший при этом присвоили себе денежную сумму в размере 25,4 млн. рублей.
Андрей Польщиков и Олег Грищенко, которых следствие считало сообщниками генерала, также обвинялись в покушении на прокурора Александра Паутова, который вёл предварительное расследование. Следствие утверждало, что оба сначала собирались подстроить ДТП со смертельным исходом, а затем решили нанять исполнителя (им оказался Грищенко), который должен был проколоть колёса машины прокурора, а затем, когда тот займётся ремонтом, убить его. Однако суд присяжных в лице 8 заседателей окружного военного суда признали всех участников дела невиновными. Прокуратура обжаловала приговор, который был отменён в апелляционном суде, однако новое рассмотрение так и не началось по ряду причин. Грищенко, имевший американский паспорт, исчез сразу после оправдания, а Подольский был объявлен в розыск 2-м Западным окружным военным судом.
Вскоре рассмотрение дела возобновилось. 2 августа 2023 года Владимир Подольский, Андрей Польщиов, Лариса Польщикова и Максим Польщиков были признаны Московским гарнизонным военным судом виновными в мошенничестве в крупном и особо крупном размерах (части 3 и 4 статьи 159 УК РФ) по факту присвоения 25,4 млн. рублей из бюджетных средств ФГУП «ВООП». Обвинение требовало приговорить Подольского к 10 годам тюрьмы, Польщикова — к 12 годам тюрьмы, жену Польщикова Ларису (прапорщика запаса) — к 4 годам тюрьмы, сына Польщикова Максима — к 2 годам тюрьмы. Владимир Подольский получил 5,5 лет тюрьмы условно с выплатой штрафа в размере 450 тысяч рублей, Андрей Польщиков — 6 лет лишения свободы реального срока и обязательство выплаты компенсации следователю Александру Паутову в размере 27 тысяч рублей за моральный и материальный ущерб, Лариса Польщикова — 4 года условно со штрафом в размере 400 тысяч рублей, Максим Польщиков — 4 года условно со штрафом в размере 50 тысяч рублей. Всех осуждённых обязали также выплатить 25,4 млн. рублей ФГУПу в качестве возмещения нанесённого ущерба. Государственных наград и званий никто не был лишён: суд учёл, что Владимир Подольский и Андрей Польщиков были ветеранами боевых действий, причём Польщиков имел статус инвалида 2-й группы вследствие ранения.

## В культуре
- В MMORPG Калибр игроку доступна фракция «Вымпел» и четыре его оперативника.